# Pseudogonatodes lunulatus
Espèce
Synonymes
- Lepidoblepharis lunulatus Roux, 1927

Statut de conservation UICN

 LC  : Préoccupation mineure
Pseudogonatodes lunulatus est une espèce de geckos de la famille des Sphaerodactylidae.

## Répartition
Cette espèce est endémique du Venezuela. Elle se rencontre dans les États de Falcón et d'Aragua.

## Publication originale
- Roux, 1927 : Contribution à l'erpétologie du Venezuela. Verhandlungen dem Naturforschenden Gesellschaft in Basel, vol. 38, p. 252-261.